# ソニック・キックス
『ソニック・キックス』（Sonik Kicks）は、ポール・ウェラーが2012年に発表したソロ名義では11作目のスタジオ・アルバム。

## 背景
アルバム『22ドリームス』（2008年）にもゲスト参加したノエル・ギャラガー、グレアム・コクソン、アジズ・イブラヒム等がレコーディングに参加した。ウェラー自身は本作に関して「すごくエレクトロニックなサウンド」と語っている。
「ドラゴンフライ」は、ウェラーの娘ジェサミンが書いた詩を元に作られた。「ビー・ハッピー・チルドレン」は、ウェラーの父と2009年に死去したマネージャーに捧げられた曲である。
日本でリリースされた通常盤CDにはボーナス・トラックが2曲追加収録された。また、ミュージック・ビデオを収録したDVDが付属した初回限定デラックス・エディション盤もリリースされており、ヨーロッパでは2曲、日本では4曲のボーナス・トラックが収録された。

## 反響・評価
全英アルバムチャートではデヴィッド・ゲッタの『ナッシング・バット・ザ・ビート』に250枚という僅差で打ち勝ち、自身4度目の1位を獲得した。本作からのシングル「ザット・デンジャラス・エイジ」は、全英シングルチャートで66位に達した。また、ウェラーは本作で初めてアメリカでBillboard 200入りを果たした。
音楽評論家のStephen Thomas Erlewineはオールミュージックにおいて「ベルリン時代のデヴィッド・ボウイを通じてクラウトロックから少々ヒントを得たのを除けば、予想もつかない新しいサウンドやスタイルというわけではないが、『ソニック・キックス』は活力を伴って響き、ウェラーと共同プロデューサーのサイモン・ダインは、ウェラーの印が押された年代もののソウル、モッド・ロック、それにプログレッシヴ・フォークといった要素を、予想もつかない形で結合したり分断したりしている」と評している。

## 収録曲
特記なき楽曲はポール・ウェラーとサイモン・ダインの共作。
1. グリーン - "Green" - 3:03
2. ジ・アティック - "The Attic" - 2:15
3. クリング・アイ・クラング - "Kling I Klang" - 3:14
4. スリープ・オブ・ザ・シーリン - "Sleep of the Serene" (Aziz Ibrahim, Charles Rees, Paul Weller) - 2:00
5. バイ・ザ・ウォーターズ - "By the Waters" (A. Ibrahim, P. Weller) - 3:29
6. ザット・デンジャラス・エイジ - "That Dangerous Age" - 2:30
7. スタディ・イン・ブルー - "Study in Blue" - 6:37
8. ドラゴンフライ - "Dragonfly" (Jesamine Weller, P. Weller, Simon Dine) - 3:41
9. ホエン・ユア・ガーデンズ・オーヴァーグローン - "When Your Garden's Overgrown" - 3:11
10. アラウンド・ザ・レイク - "Around the Lake" - 2:11
11. トワイライト - "Twilight" (P. Weller, Steve Cradock) - 0:20
12. ドリフターズ - "Drifters" (P. Weller, S. Dine, S. Cradock) - 3:07
13. ペーパーチェイス - "Paperchase" - 5:01
14. ビー・ハッピー・チルドレン - "Be Happy Children" - 2:46

### 日本通常盤ボーナス・トラック
1. ウィー・ゴット・ア・ロット - "We Got a Lot" (P. Weller) - 3:03
2. レイ・ダウン・ユア・ウェアリー・バーデン - "Lay Down Your Weary Burden" (P. Weller) - 3:43

### 日本デラックス・エディション盤ボーナス・トラック
15.および16.は、ヨーロッパで発売されたデラックス・エディション盤にも収録。
1. スターライト - "Starlite" - 3:42
2. デヴォーション - "Devotion" (P. Weller) - 4:02
3. ウィー・ゴット・ア・ロット - "We Got a Lot" (P. Weller) - 3:03
4. レイ・ダウン・ユア・ウェアリー・バーデン - "Lay Down Your Weary Burden" (P. Weller) - 3:43

### デラックス・エディション盤ボーナスDVD
1. グリーン (Video) - "Green"
2. ドラゴンフライ (Video) - "Dragonfly"
3. スリープ・オブ・ザ・シーリン (Video) - "Sleep of the Serene"
4. ビー・ハッピー・チルドレン (Video) - "Be Happy Children"
5. ドリフターズ (Video) - "Drifters"
6. ドラゴンフライ (Video) - "Dragonfly"
7. ペーパーチェイス (Video) - "Paperchase"
8. アルバム・トラック・バイ・トラック・インタビュー・ウィズ・ポール・ウェラー - Track By Track Interview With Paul Weller
9. エクスクルーシヴ・インタビュー・ウィズ・ポール・ウェラー - Exclusive Interview With Paul Weller

## 参加ミュージシャン
- ポール・ウェラー - ボーカル、ギター、ピアノ、メロトロン、オルガン、シンセサイザー、ベース、ドラムス、パーカッション
- サイモン・ダイン - ギター、エフェクト、ループ、エレクトロニック・ストリングス
- アンディ・クロフツ - ギター、ベース、チェレスタ、ヴィブラフォン、グロッケンシュピール、ストリングス・アレンジ、バッキング・ボーカル
- スティーヴ・クラドック - ギター、ドラムス
- ノエル・ギャラガー - ギター、ベース
- グレアム・コクソン - ギター
- アジズ・イブラヒム - アコースティック・ギター
- アンディ・ルイス - ベース、チェレスタ、ヴィブラフォン、グロッケンシュピール
- マルコ・ネルソン - ベース
- ロジャー・ノーウェル - ベース
- Ben Gordelier - ドラムス
- チャールズ・リーズ - ドラムス、パーカッション
- デヴィッド・ノック - ドラムス
- スティーヴ・ピルグリム - ドラムス
- スタン・カイバート - プログラミング
- ショーン・オヘイガン - ストリングス・アレンジ
- ハナ・ウェラー - バッキング・ボーカル
- リア・ウェラー - バッキング・ボーカル
- マック・ウェラー - バッキング・ボーカル